# Anđelka Bojović
Anđelka Bojović (28. jun 1951) srpska je umetnica koja se bavi slikarstvom i grafikom.

## Biografija
Rođena je 28. juna 1951. godine u Beogradu. Fakultet likovnih umetnosti u Beogradu završila je 1974. godine. U toku studija, crtanje i slikanje izučavala je u klasi profesora Aleksandra Lukovića, profesorke Ljubice Sokić i profesora Stojana Ćelića. Poslediplomske studije završila je u klasi profesora Stojana Ćelića. Član je ULUS-a od 1975. godine. Od 1977. godine radi na Fakultetu likovnih umetnosti u Beogradu. U periodu od 2009. do 2015. godine obavljala je poslove prorektora Univerziteta umetnosti u Beogradu. Godine 2016. penzionisana u zvanju redovnog profesora.
Bila je supruga Vuka Bojovića sa kojima ima Luku, Nikolu i Mariju.

## Samostalne izložbe
- 1977. Izložba crteža u Galeriji KNU, Beograd
- 1979. Izložba slika u Galeriji Doma omladine, Beograd
- 1980. Izložba slika u Narodnom muzeju, Požarevac
- 1984. Izložba slika u Narodnom muzeju, Kraljevo
- 1984. Izložba crteža u Galeriji Fakulteta likovnih umetnosti, Beograd
- 1986. Izložba slika u Galeriji Kulturnog centra, Beograd
- 1990. Izložba slika, crteža, kolaža u Galeriji KNU, Beograd
- 1995. Izložba slika, crteža i kolaža "Na Vatoovom putu", Galerija "Pero", Beograd
- 1998. Izložba radova sa Milenom Ničevom i Đorđijem Crnčevićem, Moderna galerija, Budva
- 2000. Izložba slika i kolaža, Galerija Tanjug-Pres centar, Beograd
- 2002. Izložba crteža i radova na papiru, Galerija Haos, Beograd
- 2002. Izložba crteža i slika, Savremena galerija, Zrenjanin
- 2002. Izložba slika i radova na papiru, Narodni muzej, Kikinda
- 2003. Izložba slika "Pejzaž Crne Gore", Galerija "Sue Ryder", Herceg Novi
- 2003. Izložba slika "Pejzaž Crne Gore", Galerija "Dom Sv. Vasilija Ostroškog", Nikšić
- 2005. Izložba slika i crteža, Gradski muzej Vršac, Vršac
- 2006. Anđelka Bojović, Retrospektiva, Umetnički paviljon "Cvijeta Zuzorić", Beograd
- 2012. Anđelka Bojović, Galerija Narodnog muzeja Kragujevac, Kragujevac
- 2012. Anđelka Bojović, Crteži, Galerija Art, Kragujevac
- 2012. Anđelka Bojović, Izložba slika, Univerzitetska galerija Kragujevac, Kragujevac
- 2012. Anđelka Bojović, Izložba slika, Galerija Mostovi Balkana, Kragujevac
- 2012. Anđelka Bojović, Izložba crteža i grafika, Galerija 96, Prijedor
- 2015. Anđelka Bojović, Izložba grafika, Grafički kolektiv, Beograd
- 2018. Anđelka Bojović, Izložba slika i crteža, Galerija FLU i Galerija Izlozi, Beograd

## Grupne izložbe
Izlagala je na velikom broju izložbi u zemlji, regionu i inostranstvu.

## Nagrade
- 1972. Nagrada za crtež ALU
- 1974. Nagrada Umetničke akademije za slikarstvo
- 1977. Otkupna nagrada za slikarstvo na izložbi "Beograd-inspiracija slikara"
- 1999. Zlatna Paleta za slikarstvo, Prolećna izložba ULUSA
- 2011. Nagrada Međunarodnog bijenala u Požarevcu U svetlosti Milene